# Torolf Nilzén
Torolf Göte John Nilzén, född 24 september 1946 i Norrköpings Sankt Olai församling i Östergötlands län, är en svensk militär.

## Biografi
Nilzén avlade officersexamen vid Krigsskolan 1969 och utnämndes samma år till löjtnant i armén. Han befordrades 1972 till kapten vid Svea trängregemente. År 1980 befordrades han till major och var 1981–1983 detaljchef vid Arméstaben, varefter han 1983–1984 tjänstgjorde i Förenta Nationernas insats på Cypern och 1984–1985 åter vid Svea trängregemente. Han var lärare vid Militärhögskolan 1985–1987. År 1987 befordrades han till överstelöjtnant och 1987–1990 var han chef för Svea trängbataljon, varefter han 1990–1994 var fördelningskvartermästare i 14. arméfördelningen Åren 1994–1997 tjänstgjorde han vid Svea trängkår och under 1998 vid Göta trängkår, med uppehåll för tjänstgöring i Förenta Nationernas insats i Bosnien 1994–1995 och NATO-tjänstgöring i Bosnien 1997. Han var 1998–2000 controller vid Södermanlands regemente, tjänstgjorde 1999 i FN:s fredsbevarande styrkor i Kongo-Kinshasa och var 2001 rådgivare vid högkvarteret i Lettlands försvarsmakt.